# Ларчва
Ларчва (груз. ლარჩვა) — село в Грузії.
За даними перепису населення 2014 року в селі проживає 1103 особи.